# W. Martin Bloomer
William Martin Shepard Bloomer ist ein US-amerikanischer Klassischer Philologe (Latinist).

## Leben
Er studierte an der Yale University, wo er 1982 den B. A., 1984 den MPhil und 1987 den Ph.D. erlangte. Seit 2011 ist er an der University of Notre Dame Professor für Klassische Philologie.
Seine Forschungsgebiete liegen in der römischen Literatur, der antiken Rhetorik und der Bildungsgeschichte.

## Schriften (Auswahl)
- Valerius Maximus and the rhetoric of the new nobility. Chapel Hill 1992, ISBN 0-8078-2047-4.
- Latinity and literary society at Rome. Philadelphia 1997, ISBN 0-8122-3390-5.
- (Hrsg.): The contest of language. Before and beyond nationalism. Notre Dame 2005, ISBN 0-268-02190-2.
- The school of Rome. Latin studies and the origins of liberal education. Berkeley 2011, ISBN 0-520-25576-3.